# Trafford Leigh-Mallory
Trafford Leigh-Mallory (ur. 11 lipca 1892 w Mobberley, zm. 14 listopada 1944 w Alpach francuskich) – brytyjski wojskowy, oficer Królewskich Sił Powietrznych, pilot, dowódca alianckich sił powietrznych podczas kampanii w Normandii.
W czasie I wojny światowej służył jako pilot myśliwca i dowódca eskadry Królewskiego Korpusu Lotniczego. Pozostając po zakończeniu wojny w nowo utworzonych Królewskich Siłach Powietrznych, Leigh-Mallory pracował jako oficer sztabowy i szkoleniowy w latach dwudziestych i trzydziestych XX wieku, mając istotny wpływ na kierunki rozwoju RAF-u.
W przededniu wybuchu II wojny światowej był dowódcą 12 Grupy Myśliwskiej, a wkrótce po zakończeniu bitwy o Anglię objął dowództwo Grupy 11 Myśliwskiej, broniąc podejścia do Londynu. W 1942 r. został naczelnym dowódcą brytyjskiego lotnictwa myśliwskiego. W 1943 r. wybrano go głównodowodzącym Alianckich Powietrznych Sił Ekspedycyjnych, co uczyniło go dowódcą lotniczym podczas inwazji aliantów w Normandii.
W listopadzie 1944 r., w drodze na Cejlon, gdzie miał objąć stanowisko dowódcy sił powietrznych w południowo-wschodniej Azji, jego samolot rozbił się w Alpach francuskich, w wyniku czego Leigh-Mallory, jego żona i cała załoga zginęła. Był jednym z najstarszych stopniem brytyjskich oficerów i najwyższym oficerem RAF-u, który zginął podczas II wojny światowej.

## Wczesne życie
Trafford Leigh-Mallory urodził się w Mobberley w hrabstwie Cheshire, jako syn Herberta Leigh Mallory’ego (1856–1943), pastora wspólnoty anglikańskiej w Mobberly, który legalnie zmienił nazwisko na Leigh-Mallory w 1914 r. Był młodszym bratem George’ a Mallory’ ego, znanego alpinisty. Studiował w Haileybury i Magdalene College w Cambridge, gdzie był członkiem klubu literackiego i gdzie poznał Arthura Teddera, przyszłego marszałka RAF-u. Zdał licencjat z prawa i złożył podanie do Inner Temple, elitarnego stowarzyszenia prawników w Londynie, by zostać adwokatem, gdy w 1914 r. wybuchła Wielka Wojna.
W 1915 r. Leigh-Mallory poślubił Doris Sawyer, para miała dwoje dzieci.

## I wojna światowa
Leigh-Mallory zgłosił się na ochotnika do batalionu sił terytorialnych Królewskiego Pułku Liverpoolskiego jako szeregowiec. Został powołany na stanowisko podporucznika 3 października 1914 r. i przeniesiony do pułku Lancashire Fusiliers, choć szkolenie oficerskie zatrzymało go w Anglii, kiedy jego batalion wszedł już na pokład statku płynącego do Francji. Wiosną 1915 r. został wysłany na front wraz z pułkiem South Lancashire i został ranny podczas ataku w II bitwie pod Ypres. 21 czerwca 1915 r. otrzymał awans na porucznika.
Po wyleczeniu z ran, w styczniu 1916 r. Leigh-Mallory dołączył do Królewskiego Korpusu Powietrznego i został przyjęty na szkolenie dla pilotów. 7 lipca 1916 r. wysłano go, jako porucznika lotnictwa do 7. dywizjonu, wraz z którym latał podczas operacji bojowych, obejmujących bombardowania, rozpoznanie i operacje fotograficzne podczas bitwy nad Sommą.
Następnie przeniesiono go do 5 Eskadry w lipcu 1916 r., po czym wrócił do Anglii. Został awansowany na kapitana stanu wojny 2 listopada 1916 r.
Pierwszą jednostką lotniczą, którą dowodził Leigh-Mallory, była 8 Eskadra, przekazana pod jego rozkazy w listopadzie 1917 r. Po bitwie o Cambrai eskadra brała udział w nowatorskich jak na tamte czasy kombinowanych operacjach wojskowych, współpracując z siłami pancernymi i artylerią, co miało później niebagatelny wpływ na rozwój jego kariery. Po zawieszeniu broni Leigh-Mallory za swoje zasługi na polu walki został odznaczony Orderem Wybitnej Służby.

## Lata międzywojenne
Po wojnie Leigh-Mallory rozważał powrót do zawodu prawnika, ale z racji niewielkich szans na rozwój kariery w zawodzie pozostał w niedawno utworzonych Królewskich Siłach Powietrznych, awansując na majora (w brytyjskich silach powietrznych ten stopień nosi nazwę Squadron Commander) 1 sierpnia 1919 r. i obejmując dowództwo nad Dywizjonem Rozejmowym.
Awansowany na podpułkownika (ang. Wing Commander) 1 stycznia 1925 r. Leigh-Mallory wstąpił do Szkoły Oficerskiej RAF-u (ang. RAF Staff College), którą ukończył w 1925 r. Dwa lata później objął kierownictwo nad Szkołą Operacji Połączonych (ang. School of Army Cooperation) z uwagi na swoje doświadczenie w tego typu działaniach podczas Wielkiej Wojny. Ostatecznie w 1930 r. został wysłany do Szkoły Sztabu Armii (ang. Army Staff College) w Camberley. Był w tamtym czasie wiodącym autorytetem w dziedzinie współpracy różnych rodzajów sił zbrojnych na polu walki. Przez krótki czas wykładał w Królewskim Instytucie Połączonych Wojsk (ang. Royal United Services Institute) na temat współpracy lotnictwa z siłami zmechanizowanymi na polu walki.
Awansowany na pułkownika (ang. Group Captain) 1 stycznia 1932 r., Leigh-Mallory otrzymał stanowisko w Ministerstwie Lotnictwa, a następnie został przydzielony do delegacji brytyjskiej na Konferencji Rozbrojeniowej w Genewie pod patronatem Ligi Narodów, gdzie nawiązał wiele przydatnych kontaktów. Po fiasku konferencji wrócił do Ministerstwa Lotnictwa i uczęszczał do Imperial Defense College, najstarszej z uczelni sztabowych w Wielkiej Brytanii. Jednak brak doświadczenia w dowodzeniu dużymi jednostkami wojskowymi oznaczał dla niego konieczność służby jako dowódca Szkoły Latania nr 2 i dowódca niewielkiej stacji lotniczej RAF w Digby, dopóki nie przydzielono mu funkcji oficera sztabowego za granicą. Został wysłany do Iraku w Boże Narodzenie 1935 r., gdzie został awansowany na generała brygady (ang. Air Commodore) 1 stycznia 1936 r. W grudniu 1937 r. powrócił do Anglii, gdzie został mianowany dowódcą 12 Grupy Myśliwskiej.

## II wojna światowa

### Bitwa o Anglię
Leigh-Mallory po objęciu dowództwa nad 12 Grupą Myśliwską okazał się energicznym organizatorem i liderem. 1 listopada 1938 r. awansował na generała dywizji (ang. Air Vice-Marshal), stając się zarazem jednym z najmłodszych oficerów brytyjskiego lotnictwa noszących ten stopień. Był dowódcą lubianym przez podwładnych, ale jego relacje z dowódcami innych stacji lotniczych były dość napięte.

### 12 Grupa Myśliwska i „Big Wing”

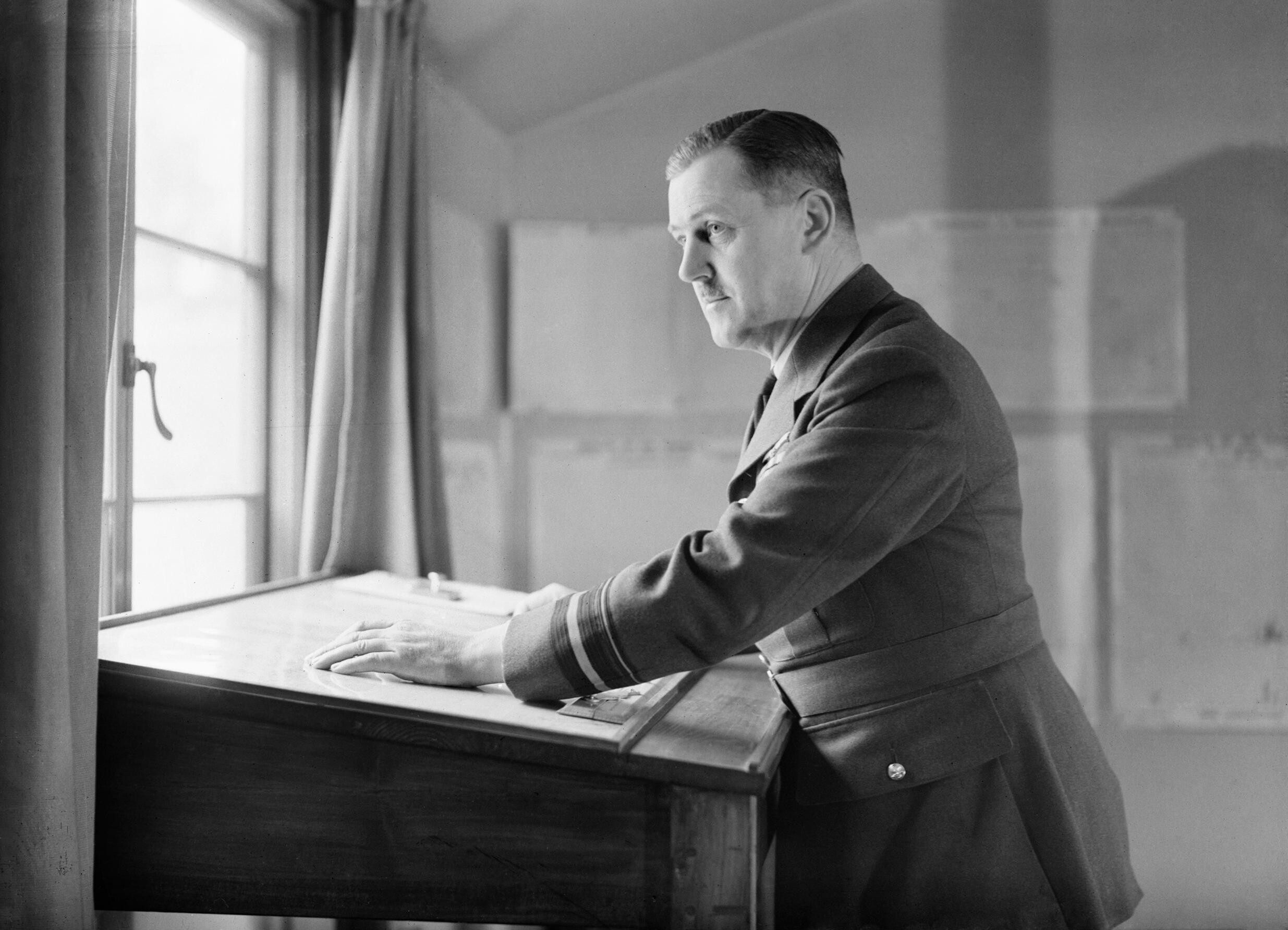
Leigh-Mallory w sztabie 11 Grupy Myśliwskiej, Uxbridge, Middlesex

Podczas bitwy o Anglię Leigh-Mallory pokłócił się z wicemarszałkiem lotnictwa Keithem Parkiem, dowódcą 11 Grupy. Park, który był odpowiedzialny za obronę południowo-wschodniej Anglii i Londynu, stwierdził, że 12 Grupa nie robi wystarczająco dużo, aby chronić lotniska na południowym wschodzie. Leigh-Mallory opracował wraz z majorem Douglasem Baderem zmasowaną formację myśliwską zwaną Wielkim Skrzydłem (ang. Big Wing), której z powodzeniem używali do polowania na formacje niemieckich bombowców. Leigh-Mallory krytykował taktykę Parka i Hugh Dowdinga, dowódcy sił myśliwskich, sądząc, że nie zrobiono wystarczająco dużo, aby formacje wielkości skrzydeł mogły działać z powodzeniem. Następnie podjął działania w kręgach politycznych, aby doprowadzić do usunięcia Parka z dowództwa 11 Grupy; miały w tym swój udział fałszywe roszczenia do sukcesów innego skrzydła, Duxford Big Wing. Przez cały okres bitwy o Anglię jego brak wsparcia dla 11 Grupy Parka przyczynił się w istotny sposób do szkód, jakie Luftwaffe były w stanie wyrządzić na lotniskach 11 Grupy.
Po bitwie o Anglię, naczelnik lotnictwa Charles Portal, nowy naczelny dowódca sił powietrznych, który zgadzał się ze stanowiskiem Leigh-Mallory’ ego, usunął zarówno Parka, jak i Dowdinga ze swoich stanowisk. Leigh-Mallory przejął od Parka dowodzenie nad 11 Grupą Myśliwską w grudniu 1940 r. Jako inicjator zmiany dowodzenia nad grupą, Leigh-Mallory został oskarżony o utworzenie spisku mającego na celu obalenie Dowdinga.

## 11 Grupa Myśliwska i Normandia
Jednym z powodów powołania Leigh-Mallory’ego na dowódcę 11 Grupy Myśliwskiej było to, że był postrzegany jako jednej z nielicznych ofensywnie myślących dowódców ze starszego pokolenia. Po mianowaniu na nowe stanowisko w krótkim czasie wprowadził do lotów nad Francją jednostki myśliwskie wielkości skrzydła, znane jako „rodeos” (gdy towarzyszyły im bombowce prowokujące do ataku wrogie myśliwce, były one znane jako operacje „cyrkowe”) . Jednak Leigh-Mallory spotkał się z krytyką, ponieważ jego naloty na terytorium wroga spowodowały ciężkie straty w szeregach RAF-u z ponad 500 pilotami utraconymi w samym 1941 roku, tracąc cztery samoloty na każdą zniszczoną niemiecką maszynę i wyrządzając niewielkie szkody w celach naziemnych. Działo się to pomimo tego że w tym okresie niemieckie siły zbrojne mobilizowały się do operacji Barbarossa, a niewielu lotników Luftwaffe pozostało w zachodniej Europie. To była okazja do szybkiego przyswajania wiedzy przez Leigh Mallory'ego, mimo że Luftwaffe popełniła podobne błędy podczas Bitwy o Anglię i niewielu innych starszych dowódców RAF-u rozumiało to. Jeden z jego oficerów sztabu zauważył: 

Moim zdaniem wiele się wtedy nauczyliśmy – jak przeprowadzać te naloty, oszukując radary i techniki odpierania ataków powietrznych przez wroga. Na Bliskim Wschodzie nadal byliśmy w świecie I wojny światowej – nie nauczyliśmy się żadnej z technik mylenia wroga, takich jak wysyłanie myśliwców wysokiego pułapu i przeprowadzanie bombowców pod nimi.

{{Cytat}} Brakujące pola: treść. Przestarzałe pola: 1. Warto przy tym zwrócić uwagę na to, że Leigh Mallory posiadał wówczas aż 75 eskadr myśliwskich, głównie w celu prowadzenia nieskutecznych operacji ofensywnych z terytorium Wielkiej Brytanii w 1941 r., podczas gdy na Malcie i w Singapurze broniły się tylko przestarzałe samoloty. W tym czasie najlepsi dowódcy RAF-u i taktycy walk powietrznych służyli w rejonie Morza Śródziemnego, osiągając większe sukces nad Maltą i Afryką Północną niż ich koledzy na wyspach brytyjskich. Leigh-Mallory został wyznaczony na pełniącego obowiązki (ang. promoted to acting) generała broni (ang. Air Marshall) 13 lipca 1942 r.

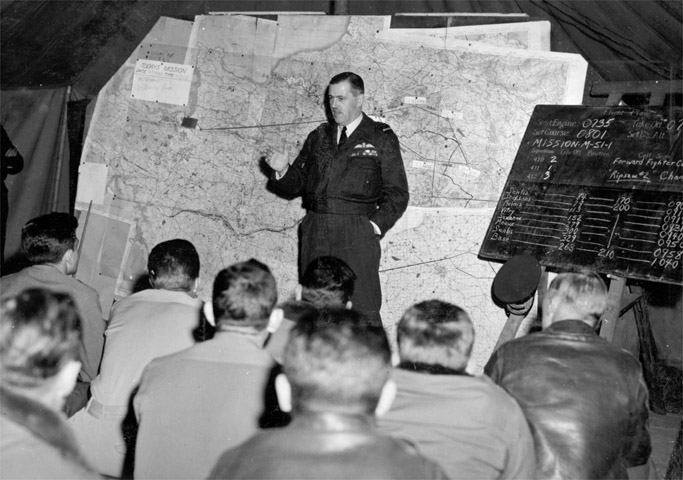
Leigh-Mallory prowadzi odprawę dywizjonu lotniczego we Francji we wrześniu 1944 r.

W listopadzie 1942 r. Leigh-Mallory zastąpił Sholto Douglasa na stanowisku szefa Dowództwa Sił Myśliwskich i 1 grudnia 1942 r. awansował do stopnia generała broni czasu wojny. W styczniu 1943 r. został komandorem Orderu Łaźni, a po dokonaniu wizytacji dowództwa lotnictwa i armii w Afryce rozpoczął lobbing na rzecz utworzenia jednolitego dowództwa sił powietrznych Aliantów w nadchodzącej inwazji na Europę. Reakcją na te starania był znaczny opór innych oficerów wobec takiego stanowiska, które nie było w interesie żadnej z liczących się wówczas formacji lotniczych – reprezentowanych w szczególności przez Arthura Teddera, Arthura Harrisa z Dowództwa Sił Bombowych i Carla Spaatza z Sił Powietrznych Armii Amerykańskiej – każdy z nich wydawał się być zainteresowany utrzymaniem swojego zakresu autonomii w dowodzeniu. Właśnie dlatego potrzebny był jeden dowódca sił powietrznych, a Leigh-Mallory, z bogatym doświadczeniem we współpracy różnych rodzajów wojsk, był idealnym kandydatem na to stanowisko. Z tych powodów, ostatecznie w sierpniu 1943 r. został on mianowany naczelnym dowódcą Alianckich Ekspedycyjnych Sił Powietrznych (ang. Allied Expeditionary Air Force) w przyszłej inwazji na Normandię. Leigh-Mallory otrzymał stały awans na generała dywizji 15 grudnia 1943 r., a na generała broni 1 stycznia 1944 r.

Ponieważ wiele z misji bombowych prowadzonych przez lotników Leigh-Mallory’ ego było wymierzonych przeciwko węzłom transportowym, takim jak miasta i wioski, ich dowódca znalazł się pod presją polityków, aby ograniczyć skutki ataków w postaci strat wśród francuskich cywilów. Leigh-Mallory opierał się, twierdząc, że ofiary są niefortunne, ale konieczne, jeśli plan lotniczy ma przynieść jakikolwiek skutek. Jego bombardowania strategiczne znacznie spowolniły ruchy wojsk i zaopatrzenia na tyłach armii niemieckiej, a doświadczenie we współpracy różnych rodzajów wojsk przyniosło wymierne skutki podczas Operacji Overlord. Gen. Bernard Law Montgomery był zadowolony ze wsparcia lotniczego w Normandii i powiedział w Ministerstwie Wojny: 

Zdecydowanie musimy utrzymać Leigh-Mallory’ego jako naczelnego dowódcę lotnictwa. Jest jedynym lotnikiem, który wygrał bitwę lądową i nie popadł z tego powodu w pychę.

{{Cytat}} Brakujące pola: treść. Przestarzałe pola: 1.

## Śmierć i dziedzictwo
16 sierpnia 1944 r., kiedy bitwa o Normandię dobiegała końca, Leigh-Mallory został mianowany szefem Dowództwa Sił Powietrznych w Azji Południowo-Wschodniej (ang. South East Asia Command, SEAC) z polowym awansem na generała (ang. Air Chief Marshal). Jednak zanim zdążył objąć to stanowisko, 14 listopada wraz z żoną zginął w drodze do Birmy, gdy ich Avro York MW126, pilotowany przez majora Charlesa Gordona Drake’a Lancastera, rozbił się w Alpach francuskich, zabijając wszystkich na pokładzie. Komisja śledcza stwierdziła, że wypadek był konsekwencją złej pogody i można go było uniknąć, gdyby Leigh-Mallory nie nalegał, aby lot odbywał się w tak złych warunkach wbrew radom załogi. Jego zastępcą w SEAC miał być główny rywal z czasów bitwy o Anglię, Keith Park.

## Pamięć
Leigh-Mallory i jego żona są pochowani wraz z 10 lotnikami w Le Rivier d’Allemont, 15 mil na południowy wschód od Grenoble, w niewielkiej odległości od miejsca katastrofy. Aby uczcić 60. rocznicę śmierci Leigh-Mallory’ego, lokalna gmina otworzyła poświęcone mu niewielkie muzeum w 2004 roku.
Brytyjska lokomotywa parowa o numerze 34109, zbudowana dla Południowego Regionu Kolei Brytyjskich w 1950 roku, została nazwała na cześć dowódcy lotniczego Sir Trafford Leigh-Mallory.

## Krytyka
Leigh-Mallory był krytykowany za intrygi polityczne w Ministerstwie Lotnictwa, w szczególności za działanie w porozumieniu z Sholto Douglasem, które doprowadziło do zastąpienia Dowdinga i Parka na ich stanowiskach 25 listopada 1940 r., dwa miesiące po zwycięstwie w bitwie o Anglię. Leigh-Mallory zastąpił wtedy Keitha Parka w 11 Grupie Myśliwskiej, a Sholto Douglas w miejsce Dowdinga objął funkcję Dowódcy Sił Myśliwskich. Kiedy opublikowano oficjalną historię Bitwy o Anglię, nazwisko Dowdinga nie zostało w niej wymienione, co skłoniło Churchilla, by powiedzieć Archibaldowi Sinclairowi, ministrowi lotnictwa: 

To nie jest dobrze napisana historia… Zazdrości i kliki, które doprowadziły do popełnienia tej niegodziwości, są dyskredytacją Ministerstwa Lotnictwa

{{Cytat}} Brakujące pola: treść. Przestarzałe pola: 1.

## Hobby i zainteresowania
Leigh-Mallory był zapalonym żeglarzem.
Po tym, jak jedno z jego dzieci wyszło z poważnej choroby, Leigh-Mallory zainteresował się cudownymi uzdrowieniami i spirytualizmem. W jednej z anegdot sugerował, że widział ducha Emily Langton Massingberd, działaczki na rzecz praw kobiet w starym, murowanym domu Gunby Hall w Lincolnshire. Kiedy budynek był zagrożony wyburzeniem podczas II wojny światowej w celu zagospodarowania miejsca pod budowę nowego lotniska, Leigh-Mallory interweniował, aby go uratować. Obecnie budynek znajduje się pod opieką National Trust.